# Omar Abdirashid Ali Sharmarke
Omar Abdirashid Ali Sharmarke (phát âmⓘ; tiếng Somalia: Cumar Cabdirashiid Cali Sharmaarke, tiếng Ả Rập: عمر عبد الرشيد علي شرماركي) (sinh ngày 18 tháng 6 năm 1960) là nhà ngoại giao, chính trị gia Somali. Từ năm 2009 đến 2010, ông là Thủ tướng Somalia. Ông sau đó làm Đại sứ của Somalia đến Hoa Kỳ vào năm 2014. Vào tháng 12 năm 2014, Sharmarke được tái bổ nhiệm làm Thủ tướng Somalia.